# 崔家坝镇
崔家坝镇是中华人民共和国湖北省恩施土家族苗族自治州恩施市下辖的一个乡镇级行政单位。

## 行政区划
崔家坝镇下辖以下地区：
崔坝社区、香炉坝村、水窝淌村、斑竹园村、鸦鹊水村、大地龙村、公龙坝村、水田坝村、南里渡村、铺子房村、茅田坪村和刘家河村。

## 中国传统村落
2012年，滚龙坝村被评为首批“中国传统村落”。